# Vlag van Rendeux
De vlag van Rendeux is op 17 maart 1999 bij raadsbesluit vastgesteld als de vlag van de gemeente Rendeux in de Belgische provincie Luxemburg. De vlag kan als volgt worden beschreven:
Drie even hoge banen van blauw, van wit en van blauw, waarbij de witte baan met drie stukken wordt bestreden.
De vlag werd pas op 30 april 1999 bevestigd door de Franse Gemeenschapsregering. De kleuren van de vlag komen uit het schildhoofd van het gemeentewapen. De omstreden streep verwijst naar het voormalige kasteel van Rendeux.